# Фредерік Смоллбоун
Фред Смоллбоун  (англ. Frederick Smallbone, 22 січня 1948) — британський веслувальник, олімпійський медаліст.

## Виступи на Олімпіадах
| Олімпіада     | Дисципліна                        | Місце |
| ------------- | --------------------------------- | ----- |
| Мюнхен 1972   | четвірка розстібна без стернового | 7     |
| Монреаль 1976 | вісімка розстібна зі стерновим    | 2     |

## Зовнішні посилання
- Досьє на sport.references.com

1. ↑  Fred Smallbone